# Bird People
Pour plus de détails, voir Fiche technique et Distribution.
Bird People est un film français réalisé par Pascale Ferran sorti en 2014.
Il a été présenté dans la sélection Un certain regard du festival de Cannes 2014, ainsi qu'au festival international du film de Toronto 2014, dans la section Contemporary World Cinema.

## Synopsis
Un ingénieur en informatique américain en partance pour Dubaï décide de mettre un terme à sa vie professionnelle et familiale lors d'un séjour à Paris. Une longue séquence est alors consacrée à décrire une scène de rupture interminable avec son épouse, par l'entremise de leurs ordinateurs. La vie d'Audrey, femme de chambre qui travaille dans l'hôtel où il est descendu, bascule quand elle se transforme subitement en moineau. S'ensuit une série aléatoire de promenades aériennes et nocturnes autour de l'hôtel Hilton de Roissy et alentour. Dans les dernières secondes du film, l'ingénieur Gary et Audrey font connaissance.

## Fiche technique
- Titre original : Bird People
- Réalisation : Pascale Ferran
- Scénario : Pascale Ferran et Guillaume Bréaud
- Consultante au scénario : Céline Sciamma
- Musique originale : Béatrice Thiriet, interprétée par le Star Pop Orchestra
- Casting France : Richard Rousseau et Sarah Teper
- Casting États-Unis : Avy Kaufman
- Photographie : Julien Hirsch
- Son : Jean-Jacques Ferran
- Décors : Thierry François
- Costumes : Anaïs Romand
- Montage : Mathilde Muyard
- Montage sonore : Nicolas Moreau
- Mixage : Jean-Pierre Laforce
- Effets visuels : BUF Compagnie
- Superviseur des effets visuels : Geoffrey Niquet
- Directrice de production : Aude Cathelin
- Production : Denis Freyd
- Société de production : Archipel 35, en coproduction avec France 2 Cinéma et en association avec la SOFICA Cofinova 8
- Pays d'origine :  France
- Langues originales : français, anglais
- Budget : 6,9 millions d'euros
- Durée : 128 minutes
- Dates de sortie :
  -  France : 19 mai 2014 (Festival de Cannes 2014) ;
  -  France : 4 juin 2014 (sortie nationale)

## Distribution
| |  |  |
| Les actrices françaises Anaïs Demoustier et Camélia Jordana à la première du film au festival de Cannes 2014. |  |  |

- Anaïs Demoustier : Audrey Camuzet
- Josh Charles : Gary Newman
- Roschdy Zem : Simon
- Camélia Jordana : Leïla
- Taklyt Vongdara : Akira
- Radha Mitchell : Elisabeth Newman
- Clark Johnson : McCullan
- Geoffrey Cantor : Allan
- Genevieve Adams : Katlyn
- Erin Elizabeth Burns : la réceptionniste
- Anne Azoulay : Mlle Lhomond
- Akéla Sari : Madame Baccar
- Manuel Vallade : Boris
- Hippolyte Girardot : Vengers
- Catherine Ferran : Nuala
- Habib Kadi : Homme du RER
- et les voix de :
  - Mathieu Amalric : le narrateur
  - Philippe Duclos : le père d’Audrey
  - Kate Moran : la sœur de Gary

## Projet et réalisation
- Le tournage a débuté au mois d'avril 2012 en région parisienne et s'est poursuivi aux États-Unis au siège social de Heineken à White Plains, dans l'État de New York.[réf. nécessaire]
- Dans le film, la sonnerie du portable de Roschdy Zem est le thème principal du film Les Compères.
- La chanson La Javanaise de Serge Gainsbourg figure en bonne place parmi les musiques additionnelles, étant employée tout au long du film dans différentes versions.

## Distinctions

### Récompense
- Prix du Syndicat français de la critique de cinéma : Prix du film singulier 2014 (réservé aux coproductions francophones)

### Sélections et nominations
- Festival de Cannes 2014 : sélection « Un certain regard »
- Festival international du film de Karlovy Vary 2014
- Festival international du film de Rio de Janeiro 2014
- Festival international du film de Toronto 2014 : sélection « Contemporary World Cinema »
- César 2015 : 
  - Meilleur son
  - Meilleure musique